# Mesochorus hesperus
Mesochorus hesperus är en stekelart som beskrevs av Dasch 1971. Mesochorus hesperus ingår i släktet Mesochorus och familjen brokparasitsteklar. Inga underarter finns listade i Catalogue of Life.